# العلاقات الجنوب سودانية الليتوانية
العلاقات الجنوب سودانية الليتوانية هي العلاقات الثنائية التي تجمع بين جنوب السودان وليتوانيا.

## مقارنة بين البلدين
هذه مقارنة عامة ومرجعية للدولتين:
| وجه المقارنة                                              | جنوب السودان                  | ليتوانيا                                                    |
| --------------------------------------------------------- | ----------------------------- | ----------------------------------------------------------- |
| المساحة (كم2)                                             | 619.75 ألف                    | 65.30 ألف                                                   |
| عدد السكان (نسمة)                                         | 12.58 مليون                   | 2.79 مليون                                                  |
| الكثافة السكانية (ن./كم²)                                 | 20.3                          | 42.73                                                       |
| العاصمة                                                   | جوبا                          | فيلنيوس، كاوناس                                             |
| اللغة الرسمية                                             | لغة إنجليزية                  | اللغة الليتوانية                                            |
| العملة                                                    | جنيه جنوب سوداني، جنيه سوداني | ليتاس ليتواني، يورو                                         |
| الناتج المحلي الإجمالي (بليون دولار)                      | 2.90 مليار                    | 47.17 مليار                                                 |
| الناتج المحلي الإجمالي (تعادل القوة الشرائية) بليون دولار | 22.88 مليار                   | 84.06 مليار                                                 |
| الناتج المحلي الإجمالي الاسمي للفرد دولار أمريكي          | 73                            | 14.15 ألف                                                   |
| الناتج المحلي الإجمالي للفرد دولار أمريكي                 | 2.02 ألف                      | 27.69 ألف                                                   |
| مؤشر التنمية البشرية                                      | 0.467                         | 0.839                                                       |
| رمز المكالمات الدولي                                      | +211                          | +370                                                        |
| رمز الإنترنت                                              | .ss                           | .lt                                                         |
| المنطقة الزمنية                                           | ت ع م+03:00                   | ت ع م+02:00، ت ع م+03:00، أوروبا/فيلنيوس ‏، توقيت شرق أوروبا |

## منظمات دولية مشتركة
يشترك البلدان في عضوية مجموعة من المنظمات الدولية، منها:
| علم المنظمة | اسم المنظمة                               | تاريخ انضمام جنوب السودان | تاريخ انضمام ليتوانيا |
| ----------- | ----------------------------------------- | ------------------------- | --------------------- |
|             | مؤسسة التنمية الدولية                     | 18 أبريل 2012             | 23 سبتمبر 2011        |
|             | يونسكو                                    | 27 أكتوبر 2011            | 7 أكتوبر 1991         |
|             | وكالة ضمان الاستثمار متعدد الأطراف        | 18 أبريل 2012             | 8 يونيو 1993          |
|             | الأمم المتحدة                             | 14 يوليو 2011             | 17 سبتمبر 1991        |
|             | الاتحاد البريدي العالمي                   | ?                         | ?                     |
|             | البنك الدولي للإنشاء والتعمير             | 18 أبريل 2012             | 6 يوليو 1992          |
|             | الاتحاد الدولي للاتصالات                  | 3 أكتوبر 2011             | 1 يوليو 1923          |
|             | مؤسسة التمويل الدولية                     | 18 أبريل 2012             | 15 يناير 1993         |
|             | المركز الدولي لتسوية المنازعات الاستشارية | 18 مايو 2012              | 5 أغسطس 1992          |
|             | منظمة الشرطة الجنائية الدولية             | ?                         | ?                     |

## وصلات خارجية
- موقع وزارة الخارجية الجنوب سودانية
- موقع وزارة الخارجية الليتوانية